# Joseph Lubrano

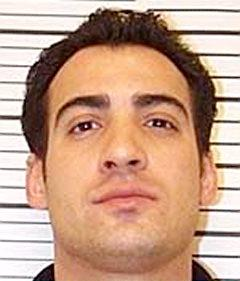
Joseph Lubrano

Joseph „Big Joe“ Lubrano (* 26. Oktober 1970 in New York) ist ein US-amerikanischer Mobster der US-amerikanischen La Cosa Nostra in New York City; er hat die Position eines Caporegime in der Mafia-Familie Lucchese.

## Leben
Lubrano vertritt die Interessen seiner Familie in der Arthur Avenue – die um Kerngebiet des Little Italy im Stadtteil Bronx gehört, sowie in Manhattan und auf Staten Island.
1994 wurde Lubrano zu einer vierjährigen Gefängnisstrafe verurteilt, weil er einen farbigen Polizisten niedergeschlagen haben soll. Während dieses Prozesses wurde seine Mitgliedschaft in der Lucchese-Familie offenkundig. Angeblich sollte er auch den Tanglewood Boys angehören; einer Bande, die als Rekrutierungsmaschine der Lucchese-Familie diente.

## Mord an Louis Balancio
Darin Mazzarella – Mitglied der Tanglewood Boys – wurde angesichts seiner Anklage im Mordfall Louis Balancio zum Pentito und ins Zeugenschutzprogramm aufgenommen. Er bestätigte die Verbindung der Tanglewood Boys zur Lucchese-Familie.
Mazzarella gab zwar seine Beteiligung am Mord von Louis Balancio zusammen mit Alfred „Freddy Boy“ Santorelli – Sohn des Caporegime Anthony Santorelli und Anführer der Tanglewood Boys – zu und behauptete weiterhin Lubrano sei kein Mitglied der Tanglewood Boys. Nach dieser Aussage kam heraus, dass ein ursprünglicher Belastungszeuge Lubrano und Santorelli – die sich tatsächlich ähnlich sehen – nicht auseinanderhalten konnte. Das FBI musste deshalb seine Vorwürfe gegen Lubrano in diesem Fall vor dem Bezirksstaatsanwalt zurückziehen.

## Neue FBI Fahndung
Ab Mai 2010 fahndete das FBI erneut nach Lubrano, u. a. wegen bewaffneten Überfalls und anderer Verbrechen.
Am 11. September 2010 konnte Lubrano in Yonkers verhaftet und zu einer Haftstrafe von 57 Monaten verurteilt werden.
Lubrano war von Dezember 2012 bis zum 31. Oktober 2014 in der Federal Correctional Institution (FCI) in Ray Brook (New York) inhaftiert.